# سامسونگ آی۵۷۰۰
سامسونگ آی۵۷۰۰ یک‌نمونه از گوشی‌های تلفن همراه سری I شرکت سامسونگ می‌باشد که توسط همین شرکت به بازار عرضه شده‌است.
این گوشی ارزنده و خوب از ویژگی‌های بدیع و قابلیت اتصال بی‌عیب و نقصی برخوردار است. ابعاد آن ۱۱۵ میلی‌متر در ۵۷ میلی‌متر در ۱۳٫۲ میلی‌متر است و برای کارایی بهینه دارای یک باتری ۱۵۰۰ میلی‌آمپر-ساعت (1500 mAh) است.
این گوشی همچنین مجهز به یک صفحه نمایش لمسی ۳٫۲ اینچی HVGA، اتصال HSDPA، وای-فای و جی پی اس است. علاوه بر این از یک دوربین سه مگا پیکسلی با قابلیت فوکوس خودکار بهره می‌برد.
دارا بودن نسخه ۲٫۱ بلوتوث و جک هدفون ۳٫۵ میلی‌متری برای گوش دادن به موسیقی به صورت استریو از دیگر ویژگی‌های این گوشی است.
گوشی Galaxy Spica سامسونگ قادر است به آسانی به سرویس‌های گوگل دسترسی یابد. بسته کاملی از سرویس‌های گوگل—از سرویس نقشه‌های گوگل (Google Maps) گرفته تا جی میل و یوتیوب—به صورت از پیش بارگذاری شده در این گوشی موجود است.
سامسونگ بر روی فراهم آوردن سیستم‌های چند-کاره در عرصه گوشی‌های هوشمند متمرکز بوده‌است و با عرضه گوشی Galaxy Spica این رویکرد را ادامه می‌دهد.
کمپانی سامسونگ پیش از این سابقه عرضه گوشی‌های مبتنی بر ویندوز موبایل و گوشی‌های مبتنی بر اندروید گوگل را در کارنامه خود دارد. این کمپانی همچنین گوشی‌های هوشمند ساده‌ای را که با سیستم عامل اختصاصی سامسونگ کار می‌کنند به فروش می‌رساند.
اما سامسونگ قصد دارد بتواند از بازار سودمند سیستم‌های عامل و فروشگاه‌های برنامه‌های موبایل بهره‌برداری مالی نماید. با این هدف کمپانی سامسونگ Bada را ارائه داده‌است. Bada در اصل یک لایه نرم‌افزاری بر روی سیستم عامل اختصاصی سامسونگ است که امکان توسعه برنامه‌ها را فراهم می‌آورد. گوشی‌های مجهز به سیستم عامل Bada اوایل سال بعد عرضه می‌شوند.